# BOB-Ticket

BOB-Ticket (Vor- und Rückseite)

Das BOB-Ticket ist ein System zum bargeldlosen (BOB = bequem ohne Bargeld) Bezahlen von Nahverkehrstickets auf Rechnung.

## Allgemeines
Es wurde im Mai 2005 von der BSAG, BremerhavenBus sowie der VWG eingeführt. Zunächst konnten BOB-Tickets nur bei diesen Verkehrsbetrieben erworben werden, der Kauf von Fahrscheinen mit dem BOB-Ticket ist auch nur an Automaten dieser Unternehmen möglich. Seit März 2013 ist das Ticket auch bei der NordWestBahn einsetzbar und kann an deren Automaten gekauft werden. Mit dem BOB-Ticket gekaufte Fahrscheine sind bei allen VBN-Unternehmen im gesamten Tarifgebiet gültig. Das BOB-Ticket beruht auf einer (tageweisen) Bestpreisberechnung, das heißt, es wird nur die jeweils günstigste Kombination von Tickets für die Fahrten eines Tages abgerechnet. Ein eventuell günstigeres 7-Tage-, Monats- oder Jahresticket lässt sich so allerdings nicht erwerben.

## Technik
Das BOB-Ticket basiert auf der Geldkarte. Anfangs konnte auch eine bereits bestehende, z. B. auf der EC-Karte des Kunden befindliche, Geldkarte freigeschaltet werden, dies wird jedoch nicht mehr praktiziert. Jetzt wird immer eine von den Verkehrsbetrieben herausgegebene BOB-Geldkarte (siehe Abbildung rechts) verwendet. Zur Kontrolle des Tickets verfügen die ausgebenden Unternehmen über Lesegeräte für den Chip auf der Karte, die von Kontrolleuren eingesetzt werden können. Seit 2018 kann die BOB-Karte gegebenenfalls auch kontaktlos per NFC benutzt werden – die Terminals werden nach und nach ausgetauscht. Seit Februar 2021 gibt es auch ein digitales BOB-Ticket, dass per App genutzt werden kann. Die App ist im Google Playstore und im Appstore von Apple verfügbar.